# Щиголевы
Щи́голевы — два старинных русских дворянских рода.
Первый, происходящий от Артюшки Акатова сына Щиголева, уфимского стрельца, за многие службы против калмыков поверстанного в дети боярские, записан в VI часть родословных книг Уфимской и Оренбургской губерний.
Второй считает своим родоначальником Ждана Иванова сына Щиголева, боярского сына, записанного в Орловской десятне с 1631 года и несколько раз жалованного поместным окладом, записан в VI часть родословной книги Курской губернии.

## Происхождение
По летописным сведениям род происходит от дворянина, орловского помещика Ивана Ивановича Щиголева, впервые упомянутого по Писцовым книгам Московского государства в 1595 году как сын боярский.
Поместья за ним Вязовка на р. Вязовке Тайчукова стана, от него два сына записаны Ждан да Родион Ивановичи Щиголевы,.

Наиболее подробно изучена старшая ветвь рода (герб на изображении).

## Старшая ветвь рода
Старшая ветвь орловского рода происходит от Ждана Ивановича Щиголева, родившегося около 1600 года в деревне Вязовка, рейтар, в Орловской десятне с 1631 года

«за ратные подвиги на Государевой службе Белгородской черты жалован поместьями да деньгами с городом».

Умер в 1663 году.

## Поколенная роспись
- Андрей Жданович Щиголев (р. до 1640 −1672)[8]
- Тарас Андреевич Щиголев (р.1659 г.), рейтар, в Орловской десятне с 1687 г.[9], «за службу жалован поместным окладом да деньгами с городом»[10]
- Тимофей Тарасович Щиголев (р. ?), белгородский драгун (написан вновь из рейтар), служит в г. Ливны[11]
- Савелий Тимофеевич Щиголев (р.?)[12]
- Ирина Савельевна Степанова (Щиголева) (р.? — ум.после 1811 г.)[12]
- Петр Савельевич Щиголев (р.?)
- Степан Савельевич Щиголев (р. 1718 г.), прапорщик Ландмилиции Рыльского полка[13], имение Жданово, д. Лисий Колодезь, Тимская округа, Курская губерния
- Степан Степанович Щиголев (1779—1784)
- Василий Степанович Щиголев (р. 1775 г.), в службе с 1794 г., майор
- Андрей Степанович Щиголев (р. 1772 г.), в службе с 1793 г., капитан, имение Щиголевка, Тимский уезд, Курская губерния[12]
- Афанасий Степанов Щиголев (р. 1781 г.), в службе с 1794 г., штабс-капитан
- Анна Степанова Щиголева (р. 1770 г.)
- Авдотья Степанова Щиголева (р. 1782/86 гг.)
- Анна Степанова Григорова (Щиголева) (р. 1768 г.), имение д. Соколья Плата, Тимский уезд, Курская губерния[14]
- Мария Степанова Лунева (Щиголева) (р. 1778/81 г.), с. Малый Ржавец, Тимский уезд, Курская губерния
- Феодосия Степановна Щиголева (р. 1766/68 гг.)
- Татьяна Степановна Тимофеева (Щиголева) (р. 1777/86 — ум. до 1850 г.), имение д. Ивановка на Лисьем Колодизе, Тимский уезд, Курская губерния[15],[16].

## Описание герба
«Щит разделён горизонтально на две части, из коих в верхней в чёрном поле изображены две шестиугольные звезды. В нижней части в красном поле находится городская серебряная же стена с семью на ней зубцами. Щит увенчан обыкновенным дворянским шлемом с дворянской на нём короною и тремя страусовыми перьями. Намёт на щите красный, подложенный серебром.»

Герб Высочайше утвержден 22 октября 1800 года, «жалован роду по происхождению от древних благородных предков, верстанных поместными и денежными окладами, Ждана Иванова сына и Тараса Андреева сына Щиголевых 11 декабря 1796 года. Род записан в VI часть родословных книг Курской губернии; герб его внесен в VI часть Общего Гербовника дворянских родов Российской империи.» Однако выдан только в 1827 году.
Есть ещё несколько дворянских родов Щиголевых более позднего происхождения.